# Dobronăuți, Zastavna
Dobronăuți (în ucraineană Добринівці, transliterat: Dobrînivți, în germană Dobronoutz și în poloneză Dobronowce) este un sat reședință de comună în raionul Zastavna din regiunea Cernăuți (Ucraina). Are 1,528 locuitori, preponderent ucraineni (ruteni).
Satul este situat la o altitudine de 250 metri, pe malul unui afluent al pârâului Onut, în partea de sud-est a raionului Zastavna.

## Istorie
Localitatea Dobronăuți a făcut parte încă de la înființare din regiunea istorică Bucovina a Principatului Moldovei. Prima atestare documentară a localității datează din 17 martie 1636.
În ianuarie 1775, ca urmare a atitudinii de neutralitate pe care a avut-o în timpul conflictului militar dintre Turcia și Rusia (1768-1774), Imperiul Habsburgic (Austria de astăzi) a primit o parte din teritoriul Moldovei, teritoriu cunoscut sub denumirea de Bucovina. După anexarea Bucovinei de către Imperiul Habsburgic în anul 1775, localitatea Dobronăuți a făcut parte din Ducatul Bucovinei, guvernat de către austrieci, făcând parte din districtul Sadagura (în germană Sadagora). 
După Unirea Bucovinei cu România la 28 noiembrie 1918, satul Dobronăuți a făcut parte din componența României, în Plasa Nistrului a județului Cernăuți. Pe atunci, majoritatea populației era formată din ucraineni, existând și o comunitate de români. 
Ca urmare a Pactului Ribbentrop-Molotov (1939), Bucovina de Nord a fost anexată de către URSS la 28 iunie 1940, reintrând în componența României în perioada 1941-1944. Apoi, Bucovina de Nord a fost reocupată de către URSS în anul 1944 și integrată în componența RSS Ucrainene. 
Începând din anul 1991, satul Dobronăuți face parte din raionul Zastavna al regiunii Cernăuți din cadrul Ucrainei independente. Conform recensământului din 1989, numărul locuitorilor care s-au declarat români plus moldoveni era de 3 (2+1), reprezentând 0,19% din populație . În prezent, satul are 1.528 locuitori, preponderent ucraineni.

## Demografie
Componența lingvistică a comunei Dobronăuți
     Ucraineană (99,35%)
     Alte limbi (0,66%)
Conform recensământului din 2001, majoritatea populației comunei Dobronăuți era vorbitoare de ucraineană (99,35%), existând în minoritate și vorbitori de alte limbi.
1989: 1.608 (recensământ)
2007: 1.528 (estimare)

### Recensământul din 1930
Componența etnică a comunei Dobronăuți (județul Cernăuți)
     Români (17,18%)
     Ruteni (73,95%)
     Evrei (5,15%)
     Polonezi (3,12%)
     Germani (0,6%)
Componența confesională a comunei Dobronăuți
     Ortodocși (90,1%)
     Romano-catolici (3,29%)
     Mozaici (5,15%)
     Greco-catolici (1,04%)
     Altă religie (0,42%)
Conform recensământului efectuat în 1930, populația comunei Dobronăuți se ridica la 1.728 locuitori. Majoritatea locuitorilor erau ruteni (73,95%), cu o minoritate de români (17,18%), una de evrei (5,15%), una de polonezi (3,12%) și una de germani (0,60%). Din punct de vedere confesional, majoritatea locuitorilor erau ortodocși (90,10%), dar existau și mozaici (5,15%), romano-catolici (3,29%), greco-catolici (1,04%) și altă religie (0,42%).